# Interazione di Keesom
Le interazioni di Keesom sono interazioni elettrostatiche, dette anche interazioni dipolo - dipolo, che nascono fra due molecole entrambe dotate di un proprio momento dipolare, le quali tendono a disporsi in modo da avvicinare i poli di carica opposta.
La configurazione così raggiunta tende a essere molto stabile, specialmente se le forze sono intense. Ciò non accade ad esempio nei gas, in cui le distanze intermolecolari sono troppo elevate per far sì che il contributo delle interazioni di Keesom sia rilevante, a causa anche della forte agitazione delle particelle che tende a rompere la struttura ordinata. Solo abbassando la temperatura o alzando la pressione le distanze fra le molecole diminuiscono e si ha un conseguente aumento della coesione fra esse, proprio a causa di queste forze, che può portare anche al passaggio allo stato liquido. Analogamente, per temperature ancora più basse o pressioni ancora più alte, si ha il passaggio allo stato solido, caratterizzato da una stabilità ancora maggiore.
L'interazione di Keesom è quantificabile in due modi differenti, a seconda dello stato delle sostanze in gioco:
- Nel caso di una sostanza liquida o gassosa, in cui i dipoli possono dunque ruotare, si ha

dove k corrisponde alla costante di Boltzmann, μ1 e μ2 ai momenti dipolari delle due molecole, ε0 alla costante dielettrica nel vuoto e r alla distanza fra i due dipoli.
- Nel caso di una sostanza solida, in cui i dipoli sono stazionari, si ottiene

dove θ1, θ2, e φ sono gli angoli che caratterizzano l'orientazione reciproca fra i due dipoli.